# Хуайань (район)
Хуайа́нь (кит. упр. 淮安, пиньинь Huái'ān) — район городского подчинения городского округа Хуайань провинции Цзянсу (КНР).

## История
Во времена империи Цинь в 223 году до н. э. в этих местах был создан уезд Хуайинь (淮阴县). После основания империи Хань здесь был создан уезд Шэян (射阳县), подчинённый округу Линьхуай (临淮郡).
В 39 году император Гуан У-ди дал своему 8-му сыну Лю Цзину титул Шаньян-гун (山阳公) с уделом на территории современной провинции Хубэй, а в 41 году он был повышен до Шаньян-вана (山阳王). После восшествия на престол нового императора тот изменил титул Лю Цзина на Гуанлин-ван (广陵王) и дал ему удел на территории современной провинции Цзянсу. Когда его род пресёкся — удельные владения были преобразованы в обычные административные единицы, и впоследствии власти округа Гуанлин (广陵郡) переехали в уезд Шэян — так эти места получили связь с названием «Шаньян».
Во времена империи Цзинь в 411 году были образованы, наряду с уже существующими, новые административные единицы — округ Шаньян (山阳郡) и уезд Шаньян (山阳县). Во времена Южной Ци в 489 году из уезда Шаньян были выделены уезды Шоучжан (寿张县) и Хуайань (淮安县); они были подчинены округу Дунпин (东平郡).
Во времена империи Суй в 583 году была создана область Чучжоу (楚州), власти которой сначала размещались в уезде Шоучжан (потом переименованном в Хуайинь (淮阴县)), а затем переехали в уезд Шаньян. В начале VII века область была расформирована, а уезд Хуайинь был присоединён к уезду Шаньян.
После основания империи Тан в 621 году была образована область Дунчу (东楚州), власти которой разместились в уезде Шаньян. В 624 году область Дунчу была переименована в Чучжоу.
Во времена империи Сун в 1228 году область Чучжоу была преобразована в военный округ Хуайань (淮安军).
После монгольского завоевания уезды Хуайань, Синьчэн и Хуайинь были присоединены к уезду Шаньян.
После основания империи Мин в 1366 году была образована Хуайаньская управа (淮安府), органы власти которой разместились в уезде Шаньян.
Во времена империи Цин из уезда Шаньян в 1732 году был выделен уезд Фунин, а в 1762 году — уезд Цинхэ. После Синьхайской революции в Китае была проведена реформа структуры административного деления, и управы были упразднены. В 1914 году уезд Шаньян был переименован в Хуайань.
В 1950 году был образован Специальный район Яньчэн (盐城专区), и уезд Хуайань вошёл в его состав. В 1954 году уезд был передан из состава Специального района Яньчэн в состав Специального района Хуайинь (淮阴专区). В 1970 году Специальный район Хуайинь был переименован в Округ Хуайинь (淮阴地区).
В 1983 году были расформированы город Цинцзян и округ Хуайинь, и образован городской округ Хуайинь; уезд вошёл в состав городского округа.
В 1988 году уезд Хуайань был преобразован в городской уезд.
1 января 2001 года городской округ Хуайинь был переименован в городской округ Хуайань; бывший городской уезд Хуайань стал районом Чучжоу (楚州区) в его составе.
31 января 2012 года район Чучжоу был переименован в район Хуайань.

## Административное деление
Район делится на 21 посёлок и 5 волостей.